# 锉纹鹑螺
锉纹鹑螺（学名：Eudolium lineatum）是鹑螺科高腰鶉螺屬的一种。舊屬前鰓亞綱:124，本物種現時屬於玉黍螺目。

## 分佈
主要分布于台湾屏東縣東港外海、龜山島及印尼實武牙:124，常栖息在深海。